# Lassance
Lassance este un oraș în Minas Gerais (MG), Brazilia.